# Мальцев, Валерий Викторович
Валерий Викторович Мальцев — российский управленец, генеральный директор компании Ростсельмаш.

## Биография
Родился 8 октября 1971 года в городе Чебаркуль Челябинской области.
В 1987 году окончил среднюю школу № 7 города Миасс Челябинской области. В 1993 году — Московский авиационный институт, факультет авиационных двигателей.
С 1993 года работал в группе компаний «Новое содружество» на руководящих должностях.
В 1996—2001 годах был генеральным директором ЗАО «Новый мыловар» (город Москва).
В апреле-октябре 2001 года занимал должность исполнительного директора ЗАО «Авиастар-СП» (город Ульяновск).
С октября 2001 года занимал пост генерального директора промышленного союза «Новое Содружество», член Центрального совета Российского аграрного движения, член рабочей группы Российского союза промышленников и предпринимателей (РСПП) по вступлению России в ВТО.
С декабря 2002 года занимает должность генерального директора ОАО «Ростсельмаш» (город Ростов-на-Дону). В ОАО «Ростсельмаш» В. В. Мальцев возглавил процесс возрождения и экстренного вывода предприятия из предбанкротного состояния. Особое внимание уделил погашению задолженности по оплате труда и выплатам налогов в бюджеты разных уровней. Под его руководством прошла реструктуризация и техническое обновление производства. Это позволило вернуть «Ростсельмаш» в лидеры сельхозмашиностроения.

## Семейное положение
Женат. Трое детей: две дочери и сын.

## Рейтинги
- 1000 самых профессиональных менеджеров России

### Интервью
- Снятие санкций с Ирана: российские компании работают на опережение
- Гендиректор компании «Ростсельмаш» В. Мальцев: «Нам есть что экспортировать, и мы это делаем», 12.01.2016